# Wallaroo Mines
Wallaroo Mines är en ort i Australien. Den ligger i regionen Copper Coast och delstaten South Australia, omkring 130 kilometer nordväst om delstatshuvudstaden Adelaide. Antalet invånare är 396.
Runt Wallaroo Mines är det glesbefolkat, med 10 invånare per kvadratkilometer.. Närmaste större samhälle är Kadina, nära Wallaroo Mines. 
Trakten runt Wallaroo Mines består till största delen av jordbruksmark. Genomsnittlig årsnederbörd är 502 millimeter. Den regnigaste månaden är juni, med i genomsnitt 90 mm nederbörd, och den torraste är december, med 12 mm nederbörd.